# Przedmieście Lwowskie (Zamość)
Przedmieście Lwowskie – jedno z dawnych dzielnic Zamościa, które istniało do niedawna. Położone było wzdłuż ul. Partyzantów oraz ul. Żdanowskiej (dawny trakt lwowski).
Granice Przedmieścia Lwowskiego wyznaczały:
- od północy: ul. S. Wyszyńskiego
- od zachodu: ul. Peowiaków i ul. H. Sienkiewicza
- od wschodu: ul. Odrodzenia, ul. Orląt Lwowskich i ul. Lipska
- od południa: ul. Asnyka

## Historia
Przedmieście Lwowskie zostało wytyczone w 1579 roku przy szosie lwowskiej, której zabudowania rozciągały się na 1 km od murów fortecznych (obecnie jest to rejon ul. Krysińskiego i ul. Żdanowskiej). Równolegle do zabudowanej po obu stronach ul. Lwowskiej powstała od południa ul. Podstawie (obecnie ulice: Podwale, Koźmiana i Obrońców Pokoju), a niedaleko fortyfikacji powstała ul. Gęsia (koło bastionu I) i Rynek Świętokrzyski (zlikwidowany podczas modernizacji Twierdzy Zamość). Zanim powstało miasto, stał tu już kościół pw. św. Krzyża (później zlikwidowany - obecnie inny kościół nosi tę nazwę) i nieopodal cerkiewka, a w 1632 roku wzmiankowano o „domie warownym” należącym do Zuchowskich. Często też uznawano Nowy Świat (rejon ul. Peowiaków i ul. G. Orlicz-Dreszera) jako część tejże dzielnicy. Pod koniec XVII wieku przedmieście to posiadało ok. 150 domów, jednakże ich liczba ulegała wielkim wahaniom z powodu pożarów. Istniały tu także liczne folwarki oraz 2 cegielnie (po obu stronach obecnej ul. Orlej), a w XVIII wieku były tu aż 3 świątynie (również powstał kościół pw. św. Matki Boskiej Loretańskiej). W związku z modernizacją Twierdzy Zamość przedmieście to zostało zlikwidowane w latach 20. XIX wieku. Mimo to nadal funkcjonuje ta nazwa wśród starszych ludzi, a do połowy lat 90. istniał podział na dzielnice, wśród których było Przedmieście Lwowskie.

## Obecnie
Obecnie Przedmieście Lwowskie nie istnieje w całości, a jako oddzielne osiedla, na które zostało podzielone. Zamieszkuje je ok. 3066 osób w 542 budynkach, a rejony ul. Partyzantów stają się powoli centrum usługowym.

### Osiedla
Przedmieście Lwowskie zostało podzielone na osiedla:
- Os. Partyzantów - zachodnia część od ul. Odrodzenia to tereny dawnej dzielnicy
- Os. Promyk

### Handel i usługi
Sieć handlowa jest słabo rozwinięta - istnieje tylko jeden sklep: PSS Społem i to w pobliżu wschodniej granicy os. Promyk. Za to wzdłuż ul. Partyzantów powstają siedziby usług:
- Orange (dawna Telekomunikacja Polska S.A.)
- Zakład Ubezpieczeń Społecznych
- wiele banków - m.in. oddział Banku PKO BP

Zlokalizowane są tu też:
- Komenda Policji - ul. S. Wyszyńskiego
- Zamojski Dom Kultury - ul. Partyzantów

### Oświata
Na terenie byłej dzielnicy funkcjonuje tylko jedna szkoła podstawowa (nr 7) i gimnazjum (nr 1 im. Adama Mickiewicza) przy ul. H. Sienkiewicza oraz jeden z wydziałów Wyższej Szkoły Zarządzania i Administracji (WSZiA).